# Нильссон, Стеллан
Стеллан Нильссон (швед. Stellan Nilsson, 28 мая 1922, Лунд — 27 мая 2003) — шведский футболист, играл на позиции полузащитника.

## Клубная карьера
Во взрослом футболе дебютировал в 1941 году выступлениями за команду «Мальме», в которой провел девять сезонов, приняв участие в 41 матче чемпионата. В составе «Мальме» был одним из главных бомбардиров команды, имея среднюю результативность на уровне 0,49 гола за игру первенства.
Позже уехал играть за границу, с 1950 по 1954 год играл в составе итальянского «Дженоа» и французского «Анже».
Завершил профессиональную игровую карьеру в клубе «Олимпик Марсель», за команду которого выступал в течение 1954—1955 годов..
Умер 27 мая 2003 года на 81-м году жизни.

## Выступления за сборную
В 1943 году дебютировал в официальных матчах в составе национальной сборной Швеции. В течение карьеры в национальной команде, которая длилась 8 лет, провел в форме главной команды страны 17 матчей, забив 4 гола.
В составе сборной был участником футбольного турнира на Олимпийских играх 1948 года в Лондоне, по результатам которого стал олимпийским чемпионом, а также чемпионата мира 1950 года в Бразилии, на котором команда завоевала бронзовые награды.

## Титулы и достижения
- Олимпийский чемпион: 1948